# Bujdosó mák
A bujdosó mák (Papaver dubium) a boglárkavirágúak (Ranunculales) rendjében a mákfélék (Papaveraceae) családjában a névadó Papaver nemzetség egyik faja.

## Származása, elterjedése
Magyarországon vetési és útszéli gyomtársulásokban fordul elő.

## Megjelenése, felépítése
Felálló, 30–80 cm magas szára levéltelen és szőrös. Levelei szárnyasan kétszeresen összetettek. Virágai a vetési pipacs virágaihoz hasonlítanak, de azoknál kisebbek (átmérőjük 5–8 cm). Toktermése sima és buzogányszerű.

## Életmódja, termőhelye
Szántók szélén, tarlókon, parlagokon közönséges gyom. Utak szélén, parlagokon, gyomtársulásokban is nő. Májustól júliusig virágzik.

## Alfajok, változatok
- P. d. subsp. austromoravicum,
- P. d. subsp. confine,
- P. d. subsp. dubium, (törzsváltozat),
- P. d. subsp. erosum,
- P. d. subsp. glabrum,
- P. d. subsp. laevigatum,
- P. d. subsp. lecoquii,
- P. d. subsp. stevenianum

## Képek

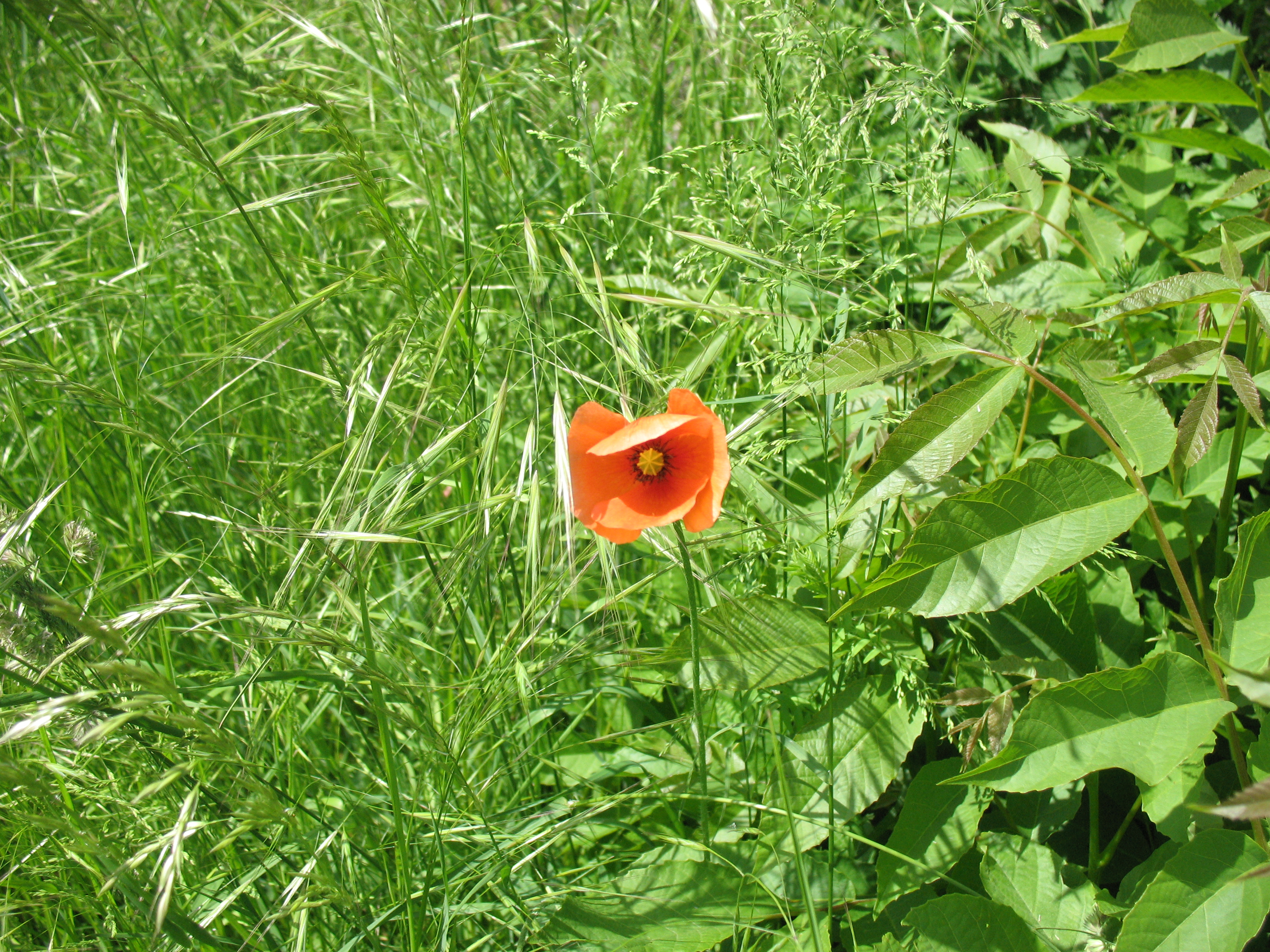
Virágzó bujdosó mák természetes termőhelyén.
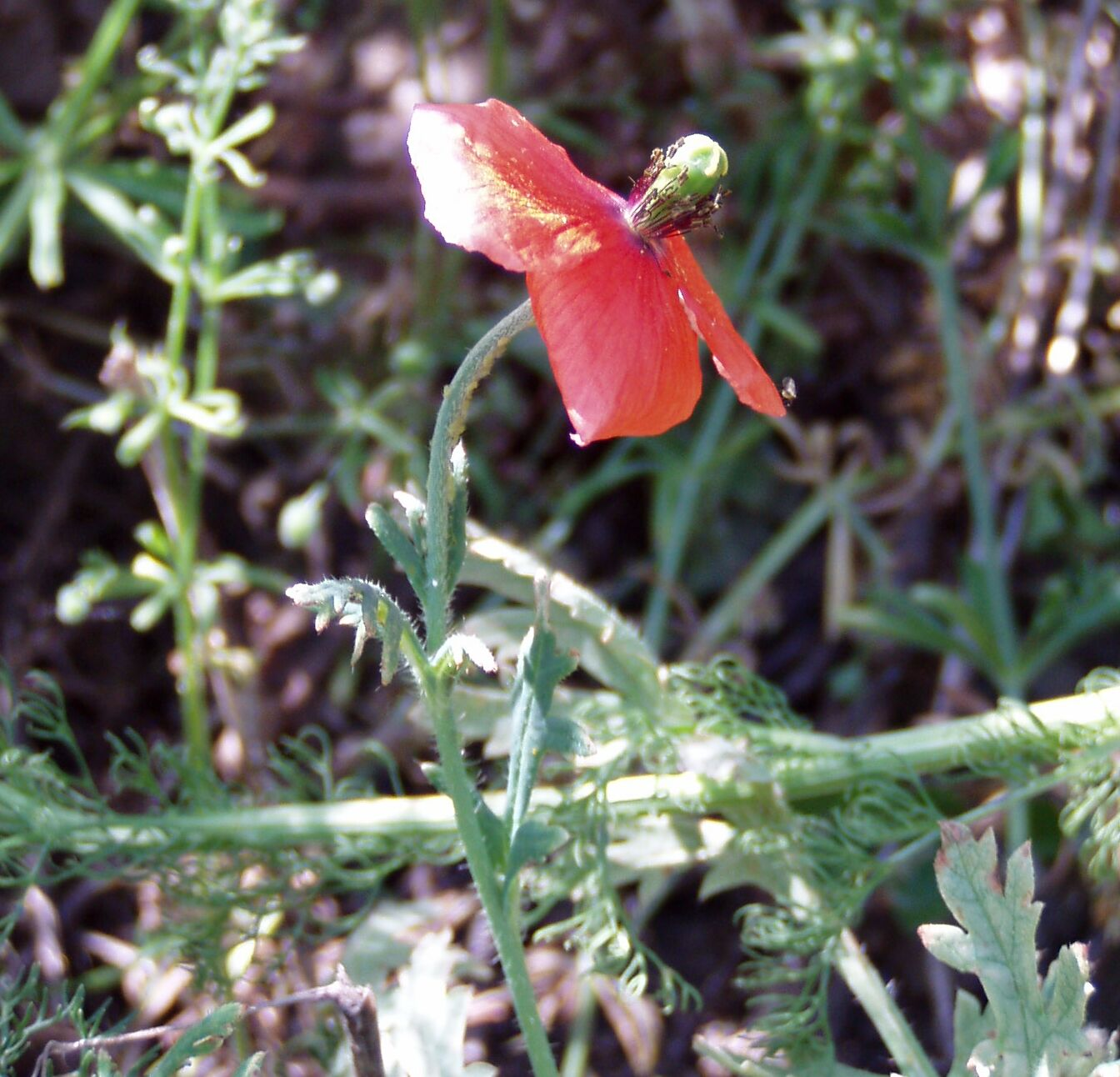
Bujdosó mák virága közelről.
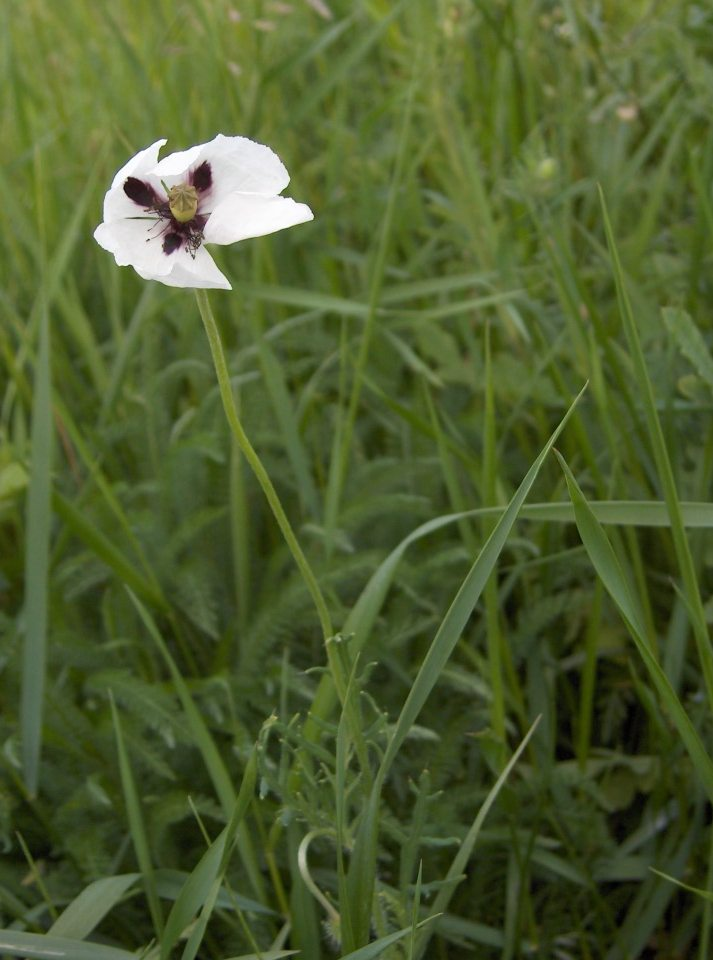
A ritkább fehér virágú (Papaver dubium f. albiflorum) változat.
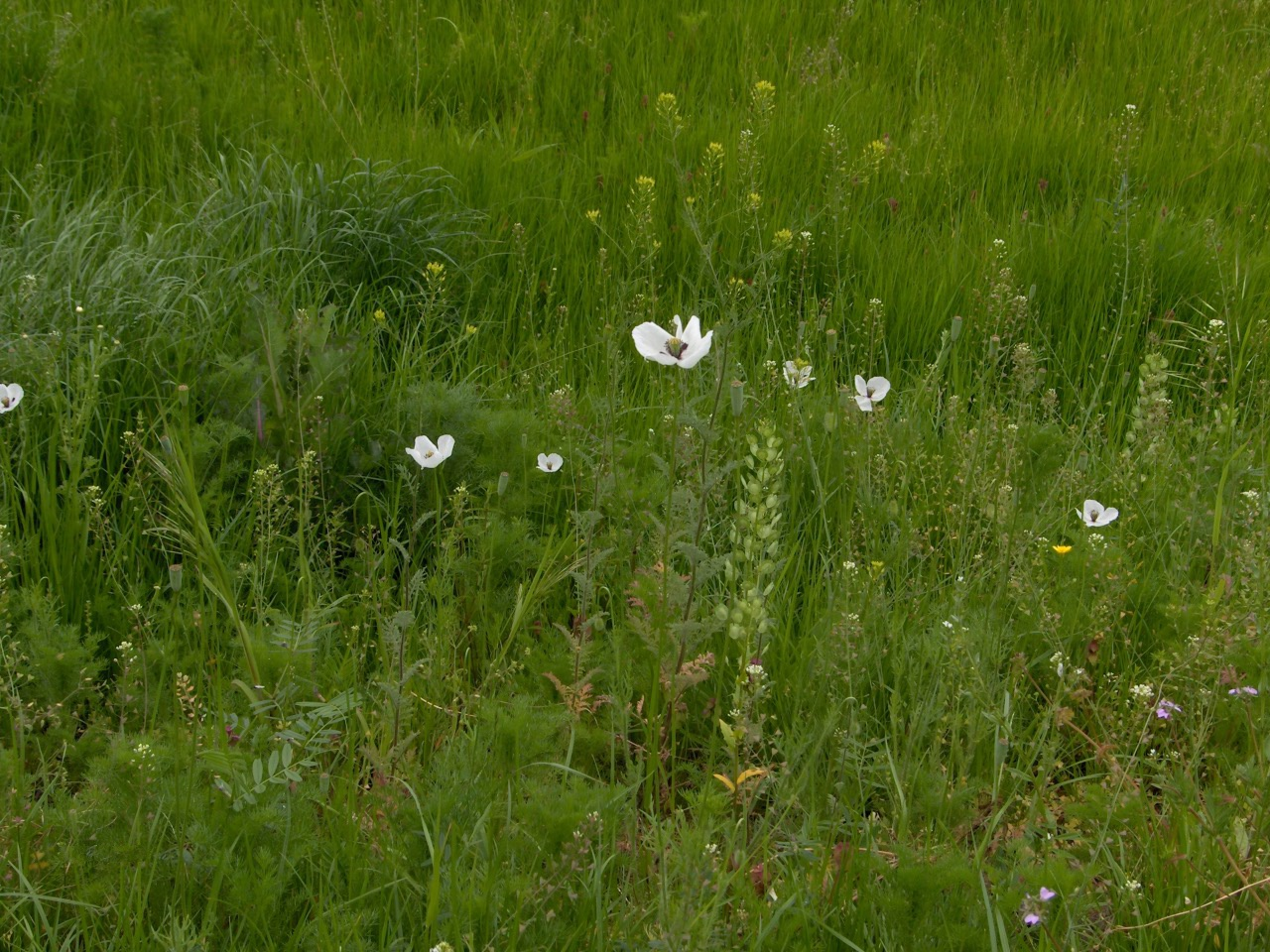
Fehér virágú bujdosó mák csoportosan egy gyomtársulásban.